# Vicenç Solé de Sojo
Vicenç Solé de Sojo (Barcelona, 1891 - 1963) fue un poeta, abogado y político español.

## Biografía
Se licenció en Derecho y en Filosofía y Letras por la Universidad de Barcelona. Doctor en Derecho, fue catedrático de Derecho Marítimo en la Universidad de Barcelona. Escribió poesía influida por el parnasianismo y Gabriele D'Annunzio, y tradujo las poesías de Báquilo de Corinto del griego al catalán. También fue secretario del Ateneo Barcelonés del 1926 al 1928.

## Lliga Regionalista
Militante de la Lliga Regionalista (después Liga Catalana), fue elegido diputado por Barcelona en las Elecciones generales de España de 1933. Al estallar la Guerra Civil se exilió a París, donde colaboró con Joan Estelrich en el Bureau de Information Espagnole, oficina propagandística de apoyo al nuevo régimen de Francisco Franco creada por Francesc Cambó.

## Obras
- La branca nua (1927)
- L'ombra dels marbres (1947)
- Estances (1957)
- Poema de Rut
- El Principio de responsabilidad limitada en el derecho marítimo (1955)